# Eulocastra neoexcisa
Eulocastra neoexcisa là một loài bướm đêm trong họ Noctuidae.